# Dissoctena ochraceella
Dissoctena ochraceella är en fjärilsart som beskrevs av Hans Rebel 1935. Dissoctena ochraceella ingår i släktet Dissoctena och familjen säckspinnare. Inga underarter finns listade i Catalogue of Life.